# Tylochromis
Tylochromis is een geslacht van straalvinnige vissen uit de familie van cichliden (Cichlidae).

## Soorten
- Tylochromis aristoma Stiassny, 1989
- Tylochromis bangwelensis Regan, 1920
- Tylochromis elongatus Stiassny, 1989
- Tylochromis intermedius (Boulenger, 1916)
- Tylochromis jentinki (Steindachner, 1894)
- Tylochromis labrodon Regan, 1920
- Tylochromis lateralis (Boulenger, 1898)
- Tylochromis leonensis Stiassny, 1989
- Tylochromis microdon Regan, 1920
- Tylochromis mylodon Regan, 1920
- Tylochromis polylepis (Boulenger, 1900)
- Tylochromis praecox Stiassny, 1989
- Tylochromis pulcher Stiassny, 1989
- Tylochromis regani Stiassny, 1989
- Tylochromis robertsi Stiassny, 1989
- Tylochromis sudanensis Daget, 1954
- Tylochromis trewavasae Stiassny, 1989
- Tylochromis variabilis Stiassny, 1989